# تحليل حيوي
التحليل الحيوي هو أحد فروع الكيمياء التحليلية الذي يختص بالقياس الكمي والنوعي للمواد الغير حيوية (الزينوبيوتك) مثل (المخدرات والأدوية والمستقلبات الأيضية ، و الجزيئات البيولوجية في أماكن غير طبيعية أو تركيزات) والحيويات ( الجزيئات الضخمة، البروتينات ، DNA ، والأدوية كبيرة الحجم، والمستقلبات الأيضية) في النظم البيولوجية .

## الكيمياء الحيوية التحليلية
تضم الكثير من المساعي العلمية للقياس الدقيق للأدوية والمواد الداخلية في العينات البيولوجية ويشمل التحليل الحيوي في صناعة الأدوية والمستحضرات الصيدلانية وتوفير طرق تحليلية للقياس الكمي للدواء أو المستقلي بغرض دراسة الحرائك الدوائية والحركية السمية والتكافؤ البيولوجي والاستجابة للتعرض (دراسات الحرائك الدوائية / الديناميكا الدوائية). ويشمل التحليل البيولوجي أيضا تحليل المخدرات في العينات الحيوية مثل اليول والدم ويشمل أيضا تحليل الطب الشرعي واختبارات مكافحة المنشطات في الألعاب الرياضية وبعض التحاليل البيئية.
شهد التحليل البيولوجي في السنوات العشرين الماضية زيادة طرق تحليل المستحضرات الصيدلانية والبيولوجية (مثل البروتينات والببتيدات ) ، والتي تم تطويرها لمعالجة العديد من الأمراض التي قدمت أهمية فريدة في فهم الأمراض.

## لمحة تاريخية
في البداية ، تم تطبيق فحوصات غير محددة لقياس الأدوية في السوائل البيولوجية. هذه كانت غير قادرة على التمييز بين الدواء ومستقلباته. على سبيل المثال ، تم تحديد كمية الأسبرين (حوالي عام 1900) والسلفوناميدات (التي تم تطويرها في ثلاثينيات القرن العشرين) باستخدام فحوصات قياس الألوان. تم تحديد المضادات الحيوية من خلال قدرتها على منع نمو البكتيريا. شهدت ثلاثينيات القرن العشرين أيضًا صعود الحرائك الدوائية ، وعلى هذا النحو الرغبة في فحوصات أكثر تحديدًا. الأدوية الحديثة أكثر قوة ، والتي تتطلب فحوصات تحليلية حيوية أكثر حساسية لتحديد هذه الأدوية بدقة وموثوقية بتركيزات أقل. وقد أدى ذلك إلى تحسينات في التقنيات والأساليب التحليلية.
تم إجراء أولى الدراسات لقياس الأدوية في السوائل البيولوجية بهدف تحديد الجرعات الزائدة المحتملة كجزء من علم الطب الشرعي الجديد و علم السموم.

## تقنيات التحليل الحيوي
تشمل بعض التقنيات المستخدمة بشكل واسع في التحليل البيولوجي التالي:
- تقنيات الواصلة
  - LC – MS (الكروماتوغرافيا السائلة - قياس الطيف الكتلي)
  - GC – MS (الكروماتوغرافيا الغازية - قياس الطيف الكتلي)
  - LC – DAD (كروماتوغرافيا سائلة - كشف مصفوفة الصمام الثنائي)
  - CE - MS (الرحلان الكهربائي الشعري - مطياف الكتلة)
- طرق الكروماتوجرافي
  - HPLC (كروماتوغرافيا سائلة عالية الأداء)
  - GC (كروماتوغرافيا الغاز)
  - UPLC (كروماتوغرافيا سائلة عالية الأداء)
  - كروماتوغرافيا السوائل فوق الحرجة
- الكهربائي
- فحوص ملزم يجند
  - قياس التداخل ثنائي الاستقطاب
  - ELISA (مقايسة الممتص المناعي المرتبط بالإنزيم)
  - MIA (المقايسة المناعية المغناطيسية)
  - RIA (المقايسة المناعية الراديوية)
- قياس الطيف الكتلي
- الرنين المغناطيسي النووي

تشمل التقنيات الأكثر استخدامًا فحص الماص المناعي المرتبط بالإنزيم ( ELISA ) للجزيئات الكبيرة والكروماتوغرافيا سائلة مقترنة بمقياس طيف الكتلة الترادفية ( LC-MS / MS ) للجزيئات الصغيرة.